# Baloskion
Baloskion, biljni rod iz porodice Restionaceae. Postoji osam priznatih vrsta, sve su endemi iz istočne Australije. Trajnice i rizomatski geofiti.

## Vrste
1. Baloskion australe (R.Br.) B.G.Briggs & L.A.S.Johnson
2. Baloskion fimbriatum (L.A.S.Johnson & O.D.Evans) B.G.Briggs & L.A.S.Johnson
3. Baloskion gracile (R.Br.) B.G.Briggs & L.A.S.Johnson
4. Baloskion longipes (L.A.S.Johnson & O.D.Evans) B.G.Briggs & L.A.S.Johnson
5. Baloskion pallens (R.Br.) B.G.Briggs & L.A.S.Johnson
6. Baloskion stenocoleum (L.A.S.Johnson & O.D.Evans) B.G.Briggs & L.A.S.Johnson
7. Baloskion tenuiculme (S.T.Blake) B.G.Briggs & L.A.S.Johnson
8. Baloskion tetraphyllum (Labill.) B.G.Briggs & L.A.S.Johnson